# Матері площі Травня

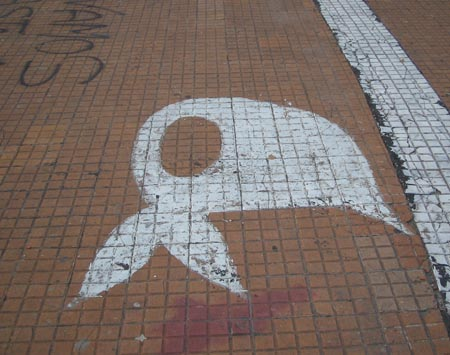
Намальована на площі біла хустка як символ матерів площі Травня

Матері площі травня (ісп. Asociación Madres de Plaza de Mayo) — громадський рух аргентинських матерів, чиї діти зникли під час проведення політики «Брудної війни» в період військової диктатури в Аргентині, іменованої «Процесом національної реорганізації» між 1976 і 1983 роками. Свою назву рух отримав від назви центральної площі Буенос-Айреса — площі Травня, де, прямо навпроти будинку уряду, поряд з Травневою пірамідою, починаючи з 30 квітня 1977 року щочетверга збиралися жінки, діти яких безслідно зникли.
Першою, хто зважився виступити з протестом на центральній площі Буенос-Айреса і залишатися там до тих пір, поки не доб'ється якої-небудь звістки про зниклих дітей, була аргентинська активістка Асусена Вільяфлор. Вона разом з 14 іншими матерями зібрала перший мітинг 30 квітня 1977 року. 
Матері Площі Травня стали першими в Аргентині, хто зумів піднести свій рух до такого великого масштабу. Разом жінки створили динамічну та несподівану силу, яка стала в опозицію до традиційних обмежень участі жінок у публічних справах у Латинській Америці. Об'єднавшись, матері підняли питання про порушення прав людини не тільки на локальному вимірі, але і на глобальному. Високий рівень групової організації, використання символіки та гасел, та регулярні щотижневі марші забезпечили прогрес їх протесту.
Військовий уряд вважав цих жінок політично «підривними»; засновницю руху, Асусену Вільяфлор, разом із французькими черницями Алісою Домон і Леоні Дуке, які підтримували рух, було викрадено, піддано тортурам і вбито військовим урядом під командуванням Альфредо Астіса і Хорхе Рафаеля Відели (старший командувач аргентинської армії і диктатор Аргентини з 1976 по 1981 рр.). У грудні 1977 року тіло Асусени Вільяфлор, разом з іншими невпізнаними, було знайдено на узбережжі Буенос-Айреса, лише 2005 року її останки були ідентифіковані, потім кремовані і з почестями перепоховані на площі Травня. Членів військової хунти було засуджено до довічного ув'язнення за їхню участь в репресіях над протестувальницями Площі Травня та над іншими дисидентами під час Брудної війни
У 1992 році рух Матерів Площі Травня отримав премію Андрія Сахарова за свободу думки.

## Історія руху

### Початок

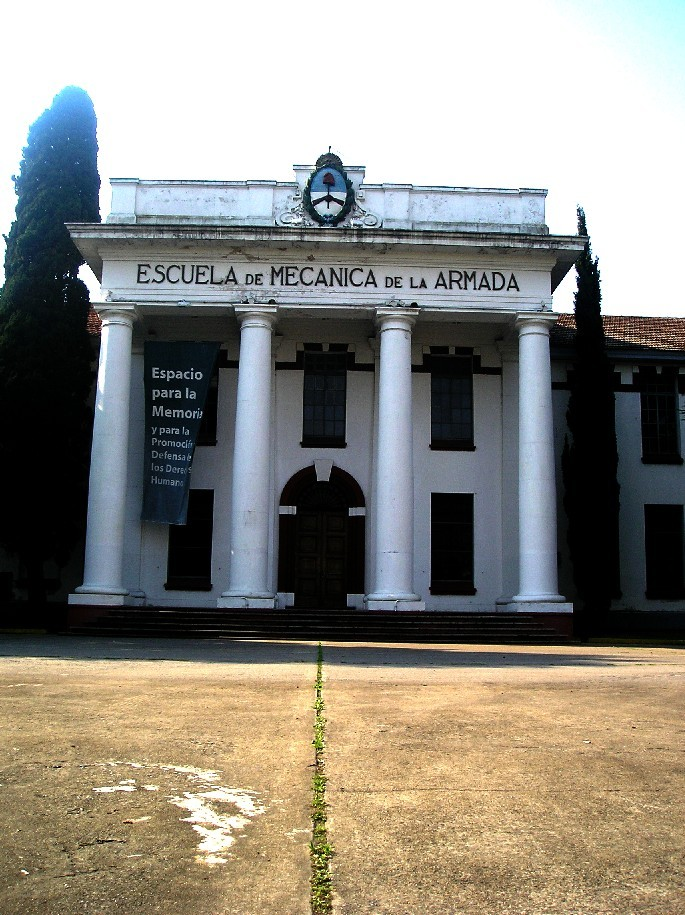
ESMA, Школа механіків ВМС. Підпільний центр ув'язнення 1976—1983 рр. Буенос-Айрес. Аргентина.

30 квітня 1977 року Асусена Вільяфлор де Вінсенті та ще десяток інших матерів відправилися на Травневу площу до президентської резиденції Каса-Росада в столиці Аргентини. Жінки заявили, що кожна з них мала принаймні одну дитину, вкрадену військовим урядом. 
Матері стверджували, що між 1970 і 1980 роками більше 30 тисяч осіб зникли безвісти, хоча не було офіційних арештів або зафіксованих звинувачень проти них. Багато з викрадених та ув'язнених були учнями старшої школи, молодими професіоналами та працівниками профспілок, які безпідставно підозрювалися у виступах проти уряду. Репресовані, як правило, були молодше 35 років. Також близько 500 немовлят, що народилися в концентраційних таборах або в'язницях у вагітних жінок, яких було викрадено та ув'язнено злочинним урядом, віддали на нелегальне всиновлення сім'ям військових та іншим прихильникам злочинного режиму..
На протестні акції матері приходили у білих хустинках з власноруч вишитими іменами та датами зникнення їх дітей. Ці хустинки початково робили з тої ж тканини, що й дитячі пелюшки. Також білий колір хусток символізував відмову носити чорну траурну мантилью. Таким чином, рух почав асоціюватися з надією та материнською турботою. Активістки намагалися притягнути до відповідальності за порушення прав людини уряд, який на той час перебував при владі.

### Загострення протистояння
Так як кількість зниклих безвісти протягом Брудної війни росла, матері почали привертати до свого руху міжнародну увагу. Поділившись своїми історіями, протестувальниці все більше тиснули на уряд з вимогою отримати відповіді. 10 грудня 1977 року в Міжнародний день прав людини матері опублікували оголошення в газеті з іменами своїх зниклих дітей. Тієї ж ночі одна із засновниць руху Асусена Вільяфлор була викрадена з дому групою озброєних чоловіків. Вона, як повідомляється, була доставлена в сумнозвісний центр катувань ESMA, а звідти — на «польоти смерті» до узбережжя океану, де викрадених роздягали та кидали з літаків у воду. Її рештки були ідентифіковані лише через багато років.
У наступні дні також були схоплені троє з засновниць руху Матерів площі Травні, разом з двома монахинями і сімома активістами правозахисних організацій. Викрадення і вбивства засновниць руху не зупинило його, до нього продовжували долучатися матері не лише з Буенос-Айреса, а й з інших міст. Кількість людей, які збирали на Травневій площі щочетверга, поступово зросла до 300-400 осіб.
1978 року, коли Аргентина приймала в себе Чемпіонат світу з футболу, міжнародна преса вперше висвітлила трагічні історії матерів.
У 1978-1979 роках Матері Площі Травня здійснили перші закордонні поїздки до Європи та США, щоб розказати світу про реальну ситуацію з правами люди в Аргентині. Подорож 9 країнами проходила під патронатом Amnesty International.
1980 року рух отримав у дар від Нідерландської асоціації жінок будинок, де розмістилася їхня штаб-квартира. 
З 1981 року Матері почали організовувати Марші Опору проти військової диктатури в Аргентині. Мальвінська війна 1982 року дещо відволікла увагу від внутрішніх проблем Аргентини, зокрема політичних репресій, але вона спровокувала падіння військової хунти і відтак дала надію Матерям площі Травня на те, що вони врешті-решт зможуть добитися мети свого руху.

### Після повернення демократії
У післявоєнні роки Асоціація Матерів площі Травня збільшила свій тиск на уряд, вимагаючи відповіді на питання про долі та місцезнаходження своїх зниклих дітей. Після того, як у 1983 році військові здали свої позиції перед цивільним урядом, матері відновили сподівання, що зможуть дізнатися про долі своїх дітей.
Починаючи з 1984 року, команда, за участю американської генетикині Мері-Клер Кінг, почала використовувати тести ДНК для ідентифікації останків тіл колись «зниклих» осіб.
Новий уряд запровадив національну комісію зі збору даних про «зниклих», розглядаючи свідчення сотень свідків. 1985 року почався трибунал над обвинуваченими в скоєнні злочинів, починаючи з суду над Хунтою, де декілька високопоставлених військових офіцерів були арештовані.
Крім того, разом з Бабусями Площі Травня, Матері ідентифікували 256 зниклих дітей, яких були усиновлено незабаром після народження матерями, які утримувалися у в'язницях і таборах. Станом на початок 2018 року 137 таких дітей, які зараз є дорослими, були знайдені і отримали можливість зустрітися зі своїми біологічними сім'ями і відновили сімейні зв'язки. Прийомних батьків, які знаючи про походження дітей, привласнили їх собі через нелегальне всиновлення, суд визнав винними та ув'язнив. Подекуди, активістки зазнавали розчарувань, адже деякі діти та онуки не бажали проходити тест на ДНК, або відмовлялися знати свою історію.

## Бабусі Площі Травня

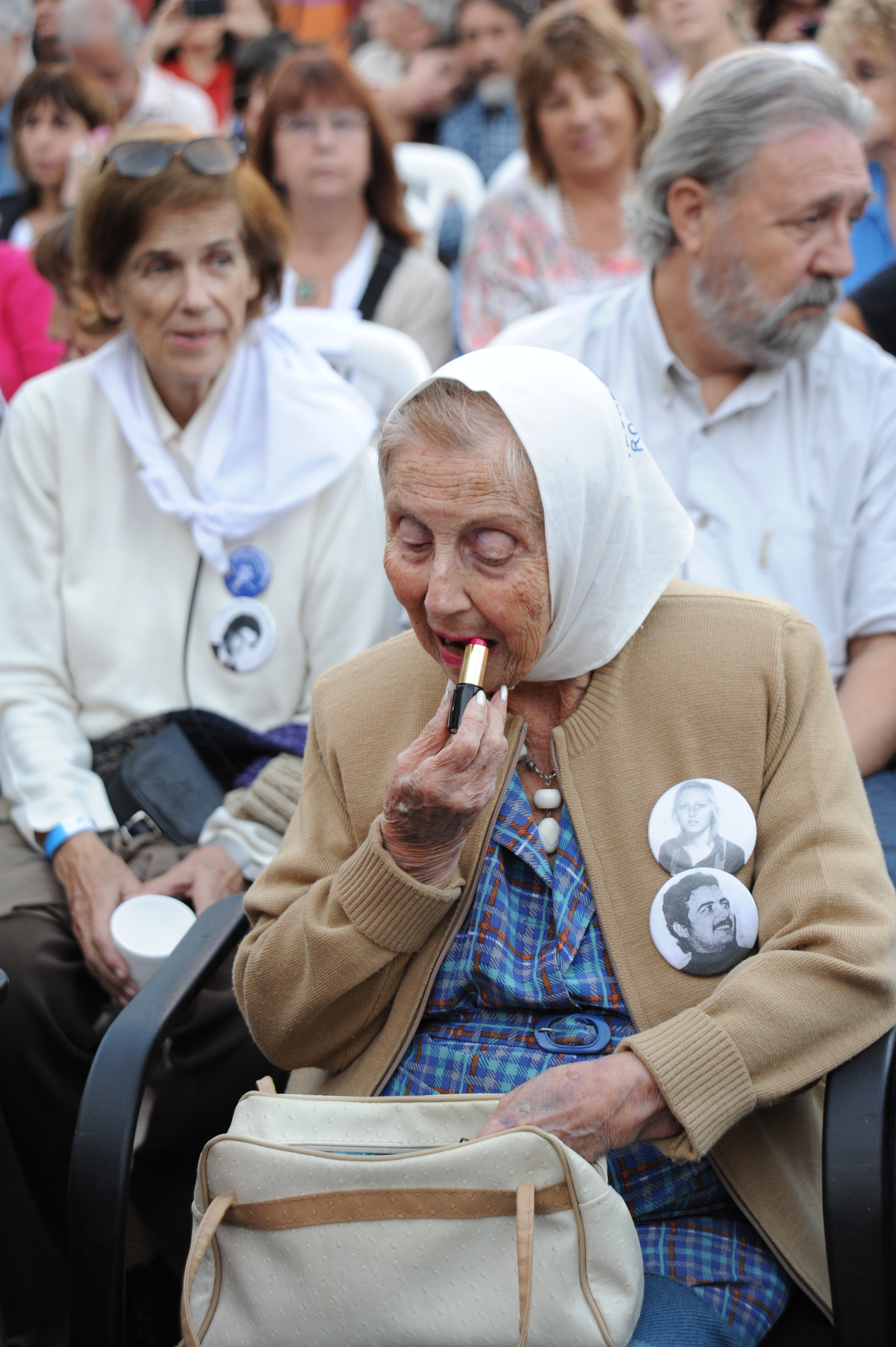
Бабуся на Площі Травня під час заходу.

Бабусі Площі Травня (ісп. Asociación Civil Abuelas de Plaza de Mayo) — це організація, яка має на меті знайдення вкрадених немовлят, чиї матері були вбиті під час диктатури хунти з 1977 року. Станом на серпень 2018 року, їхніми зусиллями було знайдено 128 онуків.

## Гендерта материнство
Рух матерів також підняв питання про жінок у політичному просторі та про кордони, що оточують цей простір. Соціально сконструйовані гендерні ролі, превалюючі в аргентинському суспільстві, обмежували участь жінок у політиці, політичну мобілізацію жінок та конфронтацію з чоловіками. Коли Матері вийшли на площу Травня, у громадський простір з його історичним контекстом, вони політизували свою роль, як жінок та матерів у суспільстві, і перевизначили цінності, пов'язані як із політикою, так і з материнством. Незважаючи на те, що вони напряму не кидали виклик патріархатній структурі аргентинського суспільства, перетинаючи кордони маскулінізованої політичної сфери, вони розширили простори представництва для аргентинських жінок і відкрили шлях до нових форм участі в громадській діяльності.
Рух супроводжувався питаннями гендеру та материнства З моменту свого заснування Матері були суто жіночою організацією. Частково, це було гарантією того, що їх голоси не загубляться в опозиційному русі, в якому переважали чоловіки.
Матері Площі Травня політизували роль матері та надали їй нове значення. Вони використали материнську ідентичність, щоб сформувати свій протест, вимагаючи прав, притаманних їх традиційній ролі: зберегти та підтримати життя. Вони протестували не тільки проти того, що було зроблено їх дітям, але і проти того, як вчинили з ними самими, забравши їх дітей. Ідентичність жінки як матері не обмежила їх участі або впливу на маскулінізований політичний простір. Їх публічні протести суперечили традиційному, приватному осередку материнства, але, мобілізувавши себе, вони політизували свою свідомість як жінок. Протестувальниці спростували упередження, що для того, аби рух сприймався серйозно, він має бути гендерно-нейтральним або маскулінним.

## Матері Площі Травня в літературі
У своїй книзі «Чоловіки пояснюють мені» (2014) авторка Ребекка Солніт згадує історію учасниць руху як частину більш широкого наративу — стирання жінок, їх імен та ідентичностей з історії. «Від п'ятнадцяти до тридцяти тисяч було викорінено». Під страхом бути зрадженими, виданими владі, люди перестали розмовляти зі своїми сусідами та друзями. «Буття жінок ставало все тоншим по мірі того як вони намагалися захистити себе від небуття». З'явилося слово, похідне від слова «desaparecer», зникати, та утворився іменник «los desaparecidos», тобто зниклі. Хоча учасниць руху атакували, заарештовували, витісняли з найбільш публічного з усіх публічних просторів — площі перед резиденцією президента Каса-Росада, вони відмовлялися йти геть. На жінках були одягнені хустинки з власноруч вишитими іменами їх зниклих дітей та датою їхнього зникнення. Таке явище материнського єднання не могло розглядатися тогочасною владою як ліберальне та опозиційне.
«Материнство в цих історичних подіях виступило як захисна броня, яка дозволила матерям протистояти диктатурі та кинути виклик війні  загалом».